# Sioux City
Sioux City é uma cidade localizada no estado americano do Iowa, nos condados de Plymouth e Woodbury.

## Geografia
De acordo com o Departamento do Censo dos Estados Unidos, a cidade tem uma área de 151 km², dos quais 148 km² estão cobertos por terra e 3 km² por água.

### Localidades na vizinhança
O diagrama seguinte representa as localidades num raio de 16 km ao redor de Sioux City.

## Demografia
Segundo o censo nacional de 2010, a sua população é de 82 684 habitantes e sua densidade populacional é de 556,66 hab/km². Em 2019, sua população foi estimada em 82 651 habitantes. É a quarta cidade mais populosa do Iowa. Possui 33 425 residências, que resulta em uma densidade de 225,03 residências/km².

## Desastre aéreo
Foi em Sioux City que o United Airlines Vôo 232 aterrou após perder os controlos de voo.

## Personalidades
- Alan Heeger (1936), Prémio Nobel da Química de 2000
- Ron Clements (1953), Cineasta